# Yuasa Yoshiko

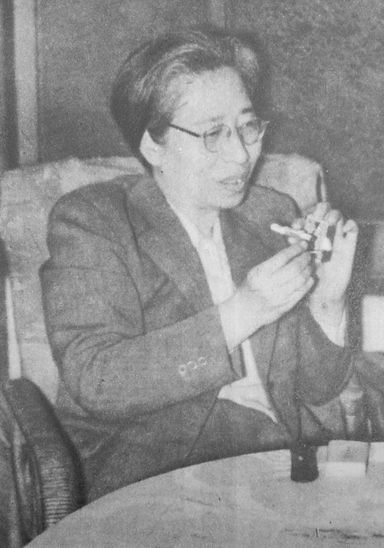
Yuasa Yoshiko

Yuasa Yoshiko (jap. 湯浅 芳子; * 7. Dezember 1896 in Kyōto; † 24. Oktober 1990 in Tokio) war eine japanische Slawistin (Russisch) und Übersetzerin.

## Biographie
In Kyōto geboren, besuchte Yuasa Yoshiko als erste Frau das slawistische Seminar der Waseda-Universität zu Tōkyō und beteiligte sich an Frauenzeitschriften. Durch Nogami Yaeko lernte sie Miyamoto Yuriko kennen und lebte ab 1924 mit dieser, die sich von ihrem damaligen Gatten getrennt hatte, zusammen. Die Zeit von 1927 bis 1930 verbrachte sie mit Miyamoto Yuriko in der Sowjetunion und widmete sich daraufhin, wieder in Japan, der Übersetzung und Vermittlung russisch-sowjetischer Literatur. Noch heute werden ihre Übersetzungen gelesen. Zu ihren wichtigsten Arbeiten zählen die Übersetzungen von Marschaks „Zwölf Monate“, Gorkis „Meine Kindheit“, Schtschedrins „Die Herren Golowljow“ und Tschechows „Der Kirschgarten“.
Nach Yuasa Yoshikos Tode wurde im Gedenken an ihre Leistungen der Yuasa-Yoshiko-Preis gestiftet, der für herausragende Übersetzungen, Bearbeitungen und Aufführungen ausländischer Bühnenstücke verliehen wird. Von Jakuchō Setouchi, die Yuasa Yoshiko zu Lebzeiten kannte, stammt die kritische Biographie Kokō no hito (孤高の人, „Ein Mensch erhabener Einsamkeit“), erschienen bei Chikuma Bunko.
Yuasa Yoshiko, die sich um die russischen Literatur verdient machte und besonders Tschechow verehrte, ist auch dafür bekannt, dass sie sich zur Frauenliebe bekannte. Sie fühlte sich zu der Schriftstellerin Tamura Toshiko hingezogen und führte mit Miyamoto Yuriko knappe sechs Jahre ein „Eheleben“.

## Werke
- Ippiki ōkami  (いっぴき狼, dt. „Ein Wolf“), 1966 in: Chikuma Shobō.
- Ōkami imada oizu (狼いまだ老いず, dt. „Der Wolf ist noch nicht alt geworden“), 1973 in: Chikuma Shobō.

## Übersetzungen
In der Reihe Iwanami Bunko:
- Sannin  shimai (三人姉妹). Die drei Schwestern. 1950. Tschechow.
- Sakura no niwa (桜の園). Der Kirschgarten. 1950. Tschechow.
- Sono zen'ya (その前夜). Am Vorabend. 1951. Turgenjew.
- Oji Vāniya (伯父ヴァーニヤ). Onkel Wanja. 1951. Tschechow.
- Kamome (かもめ). Die Möwe. 1952. Tschechow.
- Mori wa ikiteiru (森は生きている, „Der Wald lebt“). Zwölf Monate. 1953. Marschak.
- Kōfuku wa dare ni kuru (幸福はだれにくる). Wer das Unglück meistert, findet das Glück. 1956. Marschak.
- Chūnikai no aru ie/Waga seikatsu (中二階のある家・わが生活). Das Hause mit dem Giebel/Mein Leben. 1959. Tschechow.
- Taikutsu na hanashi/Rokugō-byōshitsu (退屈な話・六号病室). Eine langweilige Geschichte/Krankenzimmer Nr. 6. 1963. Tschechow.
- Mahō no shina urimasu (魔法の品売ります, etwa: „Ich verkaufe Zauberware“). Deutscher Titel nicht bekannt. 1966. Marschak.
- Yo no naka e dete (世の中へ出て, „In die Welt hinausgehend“). Unter fremden Menschen. 1971/72. Gorki.

Reihenfolge der Angaben: japanischer Titel, deutscher Titel, Veröffentlichungsjahr der Übersetzung, Autor des Originals.